# طاهره‌خاتون
طاهره‌خاتون روستایی از توابع بخش نوبران شهرستان ساوه در استان مرکزی ایران است.

## جمعیت
این روستا در دهستان بیات قرار دارد و براساس سرشماری مرکز آمار ایران در سال ۱۳۸۵، جمعیت آن ۲۵۹ نفر (۱۰۵ خانوار) است.

## نگارخانه

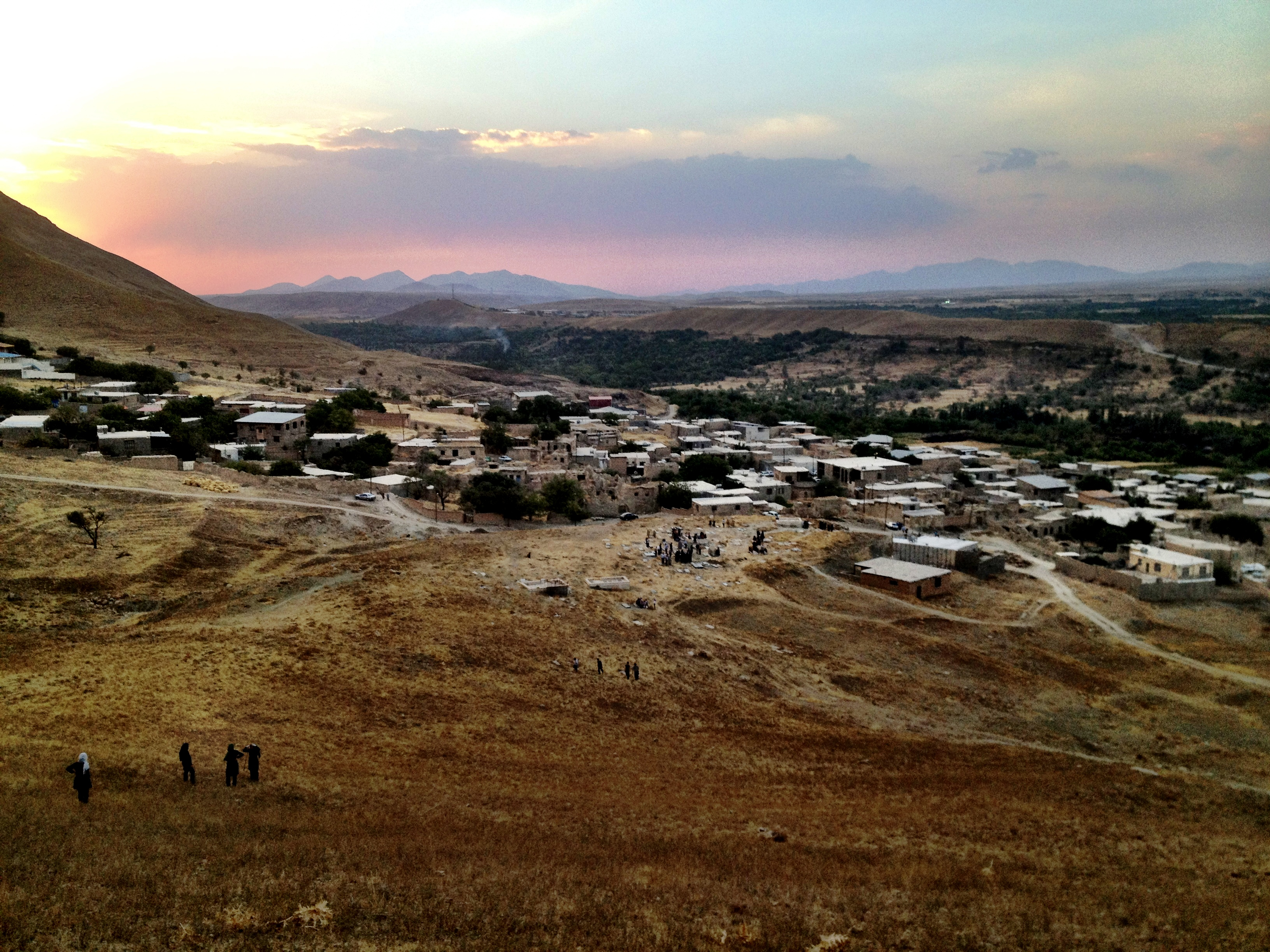
روستای طاهره خاتون از بالا
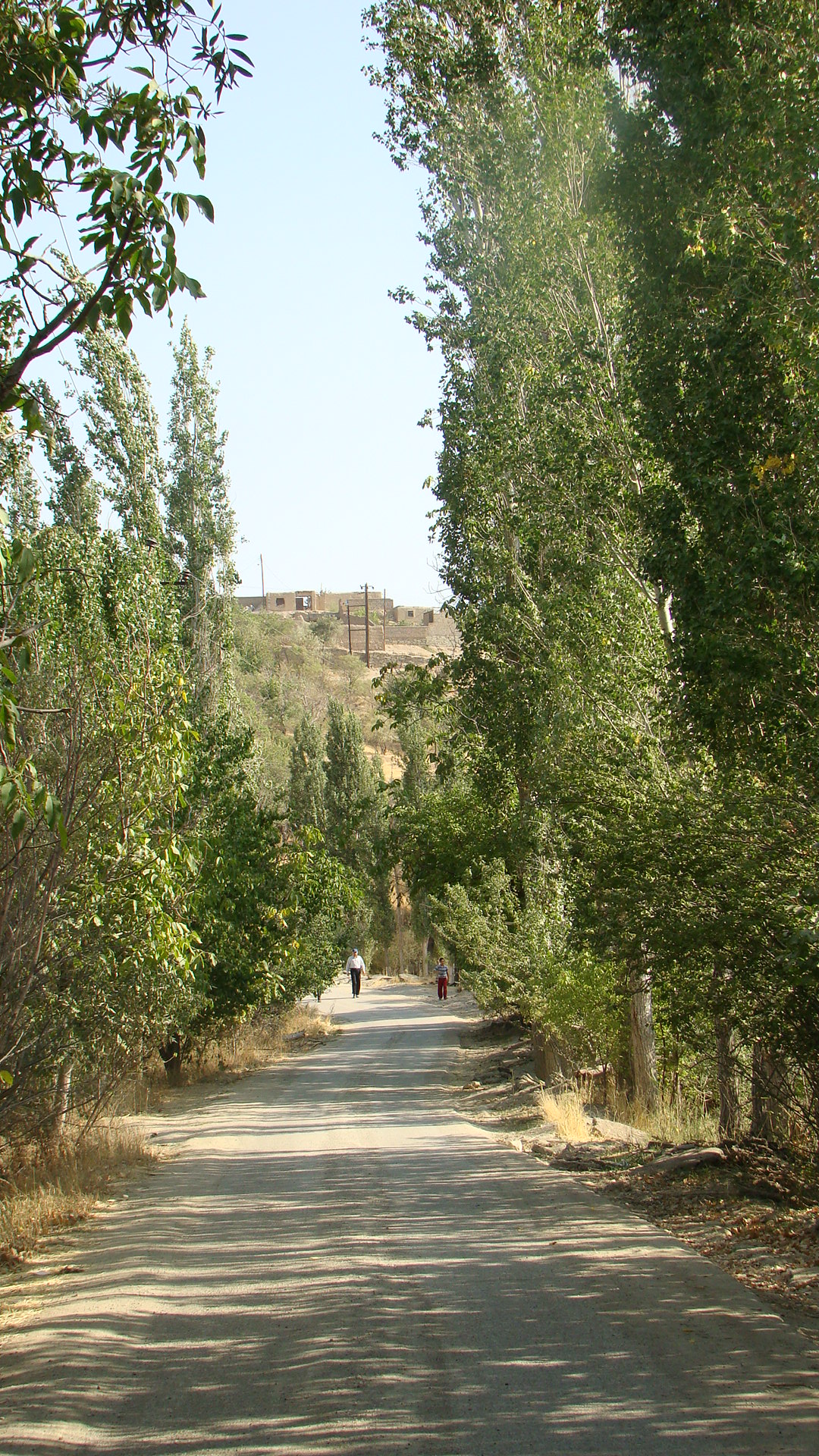
روستای طاهره خاتون